# ディック・スコビー
フランシス・リチャード・”ディック”・スコビー（英語: Francis Richard "Dick" Scobee, 1939年5月19日 - 1986年1月28日）は、アメリカ合衆国の宇宙飛行士である。STS-51-Lのミッションでスペースシャトルチャレンジャーの事故に巻き込まれて死亡した。

## 子供時代
ワシントン州クレ・エルムでフランシス・ウィリアム・スコビーとエドリン・スコビーの息子として生まれた。オーバーンで高校まで過ごし、1957年に卒業した。

## 従軍
1957年にアメリカ空軍に入隊し、テキサス州のラックランド空軍基地でレシプロエンジンの整備士として働いた。勤務時間外はサンアントニオ大学に通い、1965年にアリゾナ大学で航空工学の学士号を取得し、同年に士官になった。1966年には飛行学校で資格を取り、ベトナム戦争では戦闘機乗りとして活躍した。アメリカ空軍殊勲十字章、航空章等多くの勲章を受章した。
兵役が終わると、スコビーはエドワーズ空軍基地のパイロット養成学校に通った。1972年に卒業すると空軍のテストパイロットになり、ボーイング747やX-24、F-111、C-5等を含む10以上の航空機に数千時間も乗った。
1978年1月にアメリカ航空宇宙局から宇宙飛行士として選考され、1979年8月に訓練を終えた。最初の搭乗を待つ間、シャトル輸送機のパイロットの教官を務めたりした。1984年4月、スコビーはチャレンジャーのSTS-41-Cのパイロットに選ばれ、1つの衛星の放出と修理に成功した。

## チャレンジャー
スコビーはSTS-51-Lミッションの機長に選ばれた。このミッションでは、近づきつつあるハレー彗星を観測するための衛星を投入し、Teacher in Space Projectの開設が計画されており、悪天候や技術的な不具合のため何度も延期されていた。ミッションが開始され機体が打上げパッドから離れると、Oリングの密閉が不具合を起こし、73秒後にチャレンジャー号爆発事故が起こった。この事故でスコビーら7名の宇宙飛行士が亡くなり、その様子は全米で中継された。国中が数日間喪に服し、NASAでは大規模な組織改革が行われた。死亡時、スコビーは中佐だった。スコビーの最後の言葉は、交信担当のリチャード・コヴィーに電話で話した、"Roger, go at throttle up,"という返事だった。

## 家族
スコビーはバージニア・ジェーン・ケントと結婚し、2人の子供キャシー・フルハムとリチャード・スコビーがいる。スコビーは妻と子供達を残し、アーリントン国立墓地に葬られている。ジェーン・スコビーは1989年に再婚した。スコビーの息子はアメリカ空軍でF-16に乗っている。

## 受賞など
2004年、スコビーは宇宙名誉勲章を追贈され、宇宙飛行士の殿堂に選ばれた。パープルハート章も死後に追贈されている。チャレンジャーの事故の後、北オーバーン小学校はディック・スコビー小学校、オーバーン空港はディック・スコビー空港と改名されている。サウスカロライナ州マートルビーチのディック・スコビー通りも彼の名誉を称えて名づけられた。同じマートルビーチのすぐ近くにはロナルド・マクネイア大通りやクリスタ・マコーリフ通りなどもある。1990年のテレビ映画『チャレンジャー』では、スコビーの役をバリー・ボストウィックが演じている。IMAXによる1985年のドキュメンタリー映画"The Dream Is Alive"でもその姿が描かれている。
小惑星(3350) Scobeeはスコビーの名前にちなんで命名された。